# Fiona Crackles
Fiona Anne Crackles est une joueuse anglaise de hockey sur gazon qui joue comme milieu de terrain pour l'Université de Durham et les équipes nationales d'Angleterre et de Grande-Bretagne.

## Première vie
Elle est née le 11 février 2000 à Kirkby Lonsdale, en Cumbrie. Elle a fréquenté Queen Elizabeth School en Cumbrie.

## Carrière

### Club
Elle joue au hockey de club dans la Division One North pour le Durham University Hockey Club (en),,.
Elle a joué en Australie pour les moins de 21 ans du Queensland aux championnats nationaux en juin 2019.

### International
Elle a participé aux Jeux olympiques d'été de 2020 pour la Grande-Bretagne, recevant une médaille de bronze,.